# Psychotria aborensis
Psychotria aborensis är en måreväxtart som beskrevs av Stephen Troyte Dunn. Psychotria aborensis ingår i släktet Psychotria och familjen måreväxter. Inga underarter finns listade i Catalogue of Life.